# Ida Pfeiffer
Ida Laura Pfeiffer (Wenen, 14 oktober 1797 - Wenen, 27 oktober 1858) was een Oostenrijkse wereldreiziger en een schrijfster van reisboeken. Haar boeken werden in haar tijd vertaald in zeven verschillende talen. Pfeiffer was lid van de geografische genootschappen in Berlijn en Parijs. Omdat ze een vrouw was kreeg Pfeiffer echter geen lidmaatschap van de Royal Geographical Society in Londen.

## De vroege jaren
Ida Laura Pfeiffer werd op 14 oktober 1797 geboren in Wenen. Haar vader, de rijke koopman Reyer moedigde haar interesses in sport en avontuur aan, in weerwil van haar meer conservatieve moeder. Op vijfjarige leeftijd reisde Pfeiffer naar Palestina en Egypte, een ervaring die haar bij zou blijven en van invloed zou zijn op haar verdere leven. Op 1 mei 1820 trouwde Ida met Dr. Mark Anton Pfeiffer, een advocaat die 24 jaar ouder was dan Ida en bovendien een zoon had van zijn overleden vrouw. In 1838 stierf Dr. Pfeiffer en liet Ida twee zonen na.

## De reizen

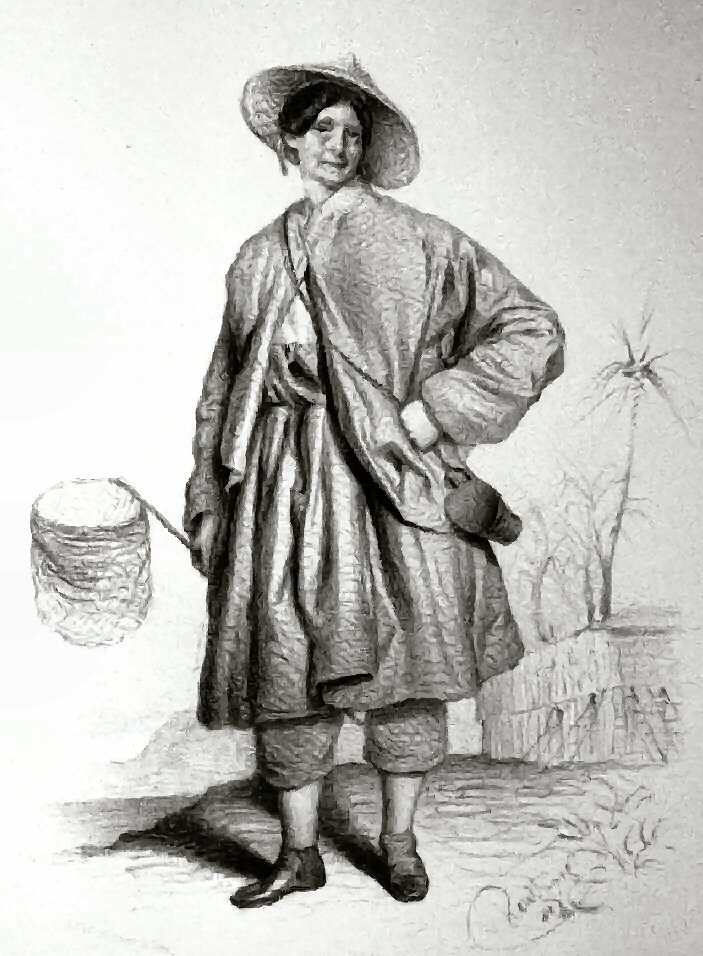
Ida Pfeiffer met haar uitrusting om insecten te zoeken

Nadat haar twee zonen het huis uit waren maakte Ida Pfeiffer plannen om haar oude droom te vervullen: het maken van wereldreizen. In 1842 reisde ze langs de Donau naar de Zwarte Zee en Istanboel en keerde terug naar Oostenrijk via Italië. Haar reiservaringen publiceerde Pfeiffer in 1843 in haar boek Reise einer Wienerin in das Heilige Land. Dankzij de opbrengsten van dit boek kon Pfeiffer nieuwe reizen ondernemen en in 1845 reisde ze naar Scandinavië en IJsland. Verslagen van deze reis bracht ze uit in haar tweedelig boek Reise nach dem skandinavischen Norden und der Insel Island.
Tijdens haar reizen verzamelde Ida Pfeiffer planten, insecten, weekdieren, dieren uit de zee en mineralen, die ze verkocht aan het Naturhistorisches Museum in Wenen en het Museum für Naturkunde in Berlijn.

### Wereldreizen

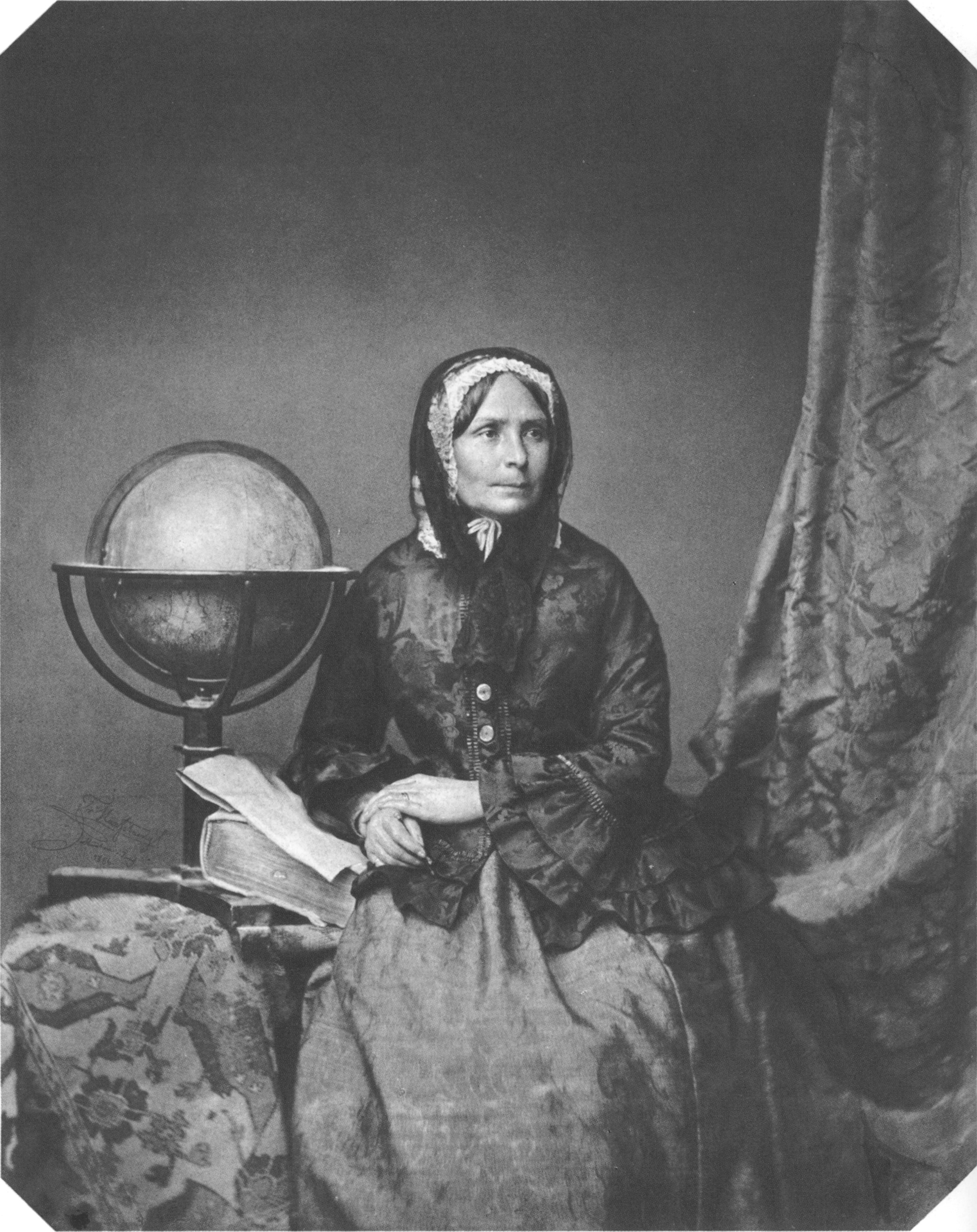
Ida Pfeiffer in 1856

Haar eerste wereldreis maakte Ida Pfeiffer in 1846, waarbij ze Zuid-Amerikaanse landen als Brazilië en Chili bezocht, alsook Tahiti, China, India, Perzië, Klein-Azië en Griekenland. Ze keerde terug in 1848 en beschreef haar ervaringen in haar boek Eine Frau fährt um die Welt. Haar tweede wereldreis duurde van 1851 tot 1854, waarbij ze van Groot-Brittannië naar Zuid-Afrika reisde, om vervolgens naar de Indische Archipel te varen. Hier verbleef ze anderhalf jaar in de Soenda-eilanden, waar ze leefde met de Dajaks in Borneo, de Bataks in Sumatra en de Molukken. Ida Pfeiffer vervolgde haar reis naar Australië, de Verenigde Staten, Peru, Ecuador, de voormalige Republiek Nieuw-Granada (Colombia en Panama) en weer naar het noorden, naar de Grote Meren in het noorden van de Verenigde staten. In 1856 publiceerde ze haar bevindingen in het boek Meine zweite Weltreise.

### Madagaskar
In mei 1857 ondernam Ida Pfeiffer haar reis naar Madagaskar, in gezelschap van de Franse avonturier Joseph-François Lambert. Zij wist echter niet dat Lambert een staatsgreep op de Malagassische koningin Ranavalona I had voorbereid. Op 20 juni mislukte deze staatsgreep en Koningin Ranavalona liet alle betrokken Malagassiërs executeren. De betrokken Europeanen, waaronder ook Pfeiffer, werden gevangengezet. In juli werden zij weer vrijgelaten en uit Madagaskar gezet. Op de reis van de hoofdstad Antananarivo en de kust liep Pfeiffer een ziekte op waarvan ze niet meer zou herstellen, vermoedelijk kanker of malaria. Op 27 oktober 1858 stierf ze in Wenen, haar laatste reisverslag verscheen postuum in het boek Reise nach Madagaskar. Ida's zoon Oskar Pfeiffer voorzag het boek van haar biografie.

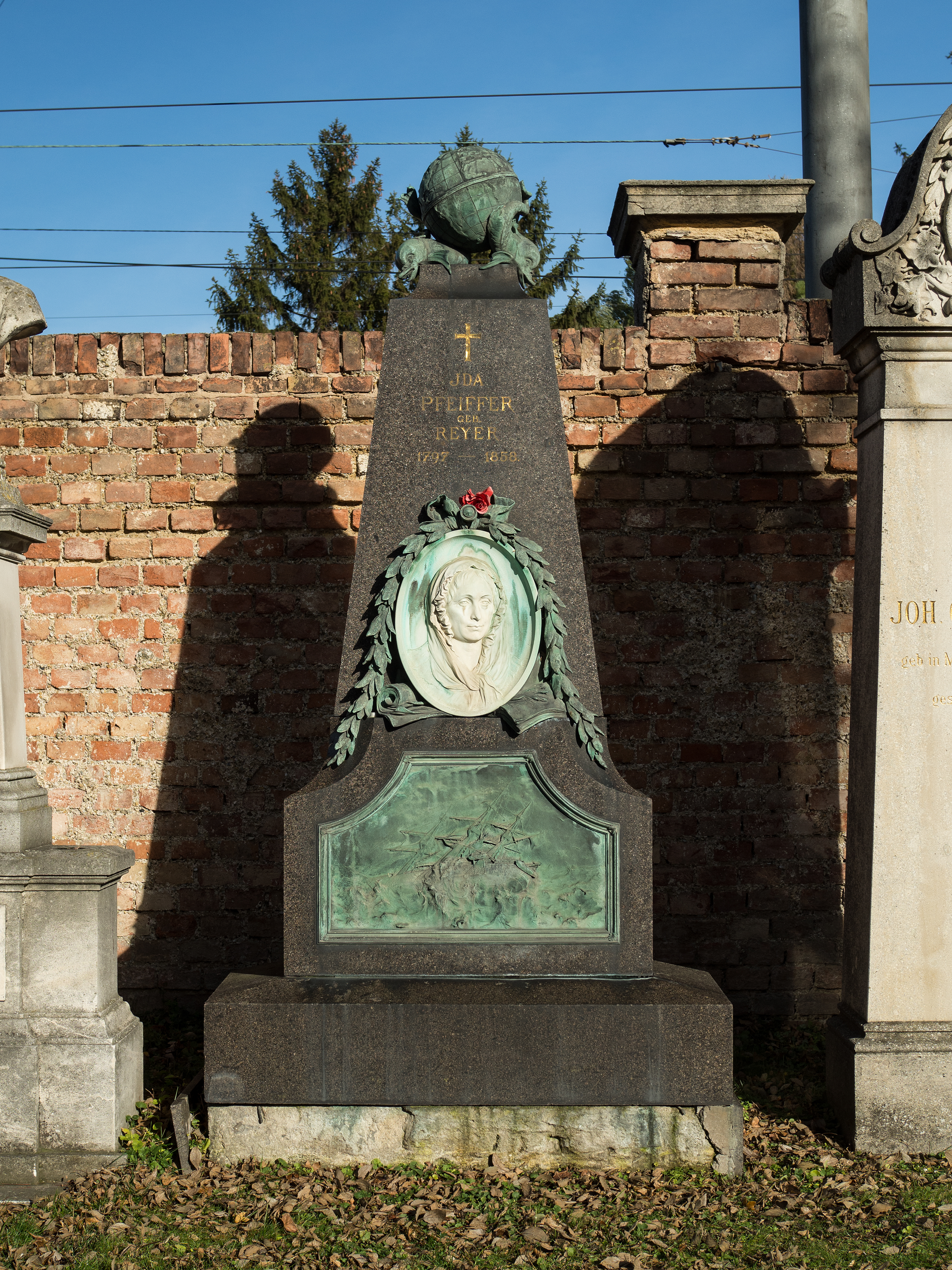
Graf van de reiziger, ontdekkingsreiziger en schrijver Ida Pfeiffer op de centrale begraafplaats van Wenen